# Robert Więckiewicz
Robert Więckiewicz (n. 30 iunie 1967, Nowa Ruda, Voievodatul Silezia Inferioară, Polonia) este un actor polonez de film și televiziune. În 2013, a primit Premiul pentru cel mai bun actor la Festivalul Internațional de Film de la Chicago pentru rolul pe care l-a interpretat în filmul Walesa  regizat de Andrzej Wajda.
În 2015, a jucat rolul lui Pan Twardowski într-un film scurt din seria Legende poloneze (Legendy polskie) de Tomasz Bagiński.

## Filmografie (selecție)
| An   | Titlu                            | Rol                      | Note |
| ---- | -------------------------------- | ------------------------ | ---- |
| 2019 | The Coldest Game                 | Alfred the PKiN Director |      |
| 2018 | Clerul                           | Tadeusz Trybus           |      |
| 2015 | A Grain of Truth (Ziarno Prawdy) | Teodor Szacki            |      |
| 2014 | The Mighty Angel                 | Jerzy                    |      |
| 2013 | Walesa                           | Lech Wałęsa              |      |
| 2013 | Ambassada                        | Adolf Hitler             |      |
| 2011 | In Darkness                      | Leopold Socha            |      |
| 2011 | Courage                          | Alfred                   |      |
| 2010 | Little Rose                      | Roman Rożek              |      |
| 2010 | Kołysanka                        |                          |      |
| 2009 | The Dark House                   | prosecutor Tomala        |      |
| 2007 | All Will Be Well                 | teacher Andrzej          |      |
| 2004 | Vinci                            | Robert Cumiński "Cuma"   |      |

## Discografie
| Titlu                                                                                   | Detalii album                                                          |
| --------------------------------------------------------------------------------------- | ---------------------------------------------------------------------- |
| Struny na Ziemi (Corzi pe pământ) (cu Włodzimierz Pawlik, Lora Szafran și Marek Bałata) | - Lansat: 22 mai 2011 - Casă de discuri: Pawlik Relations - Suport: CD |